# Braunschweiger Messe

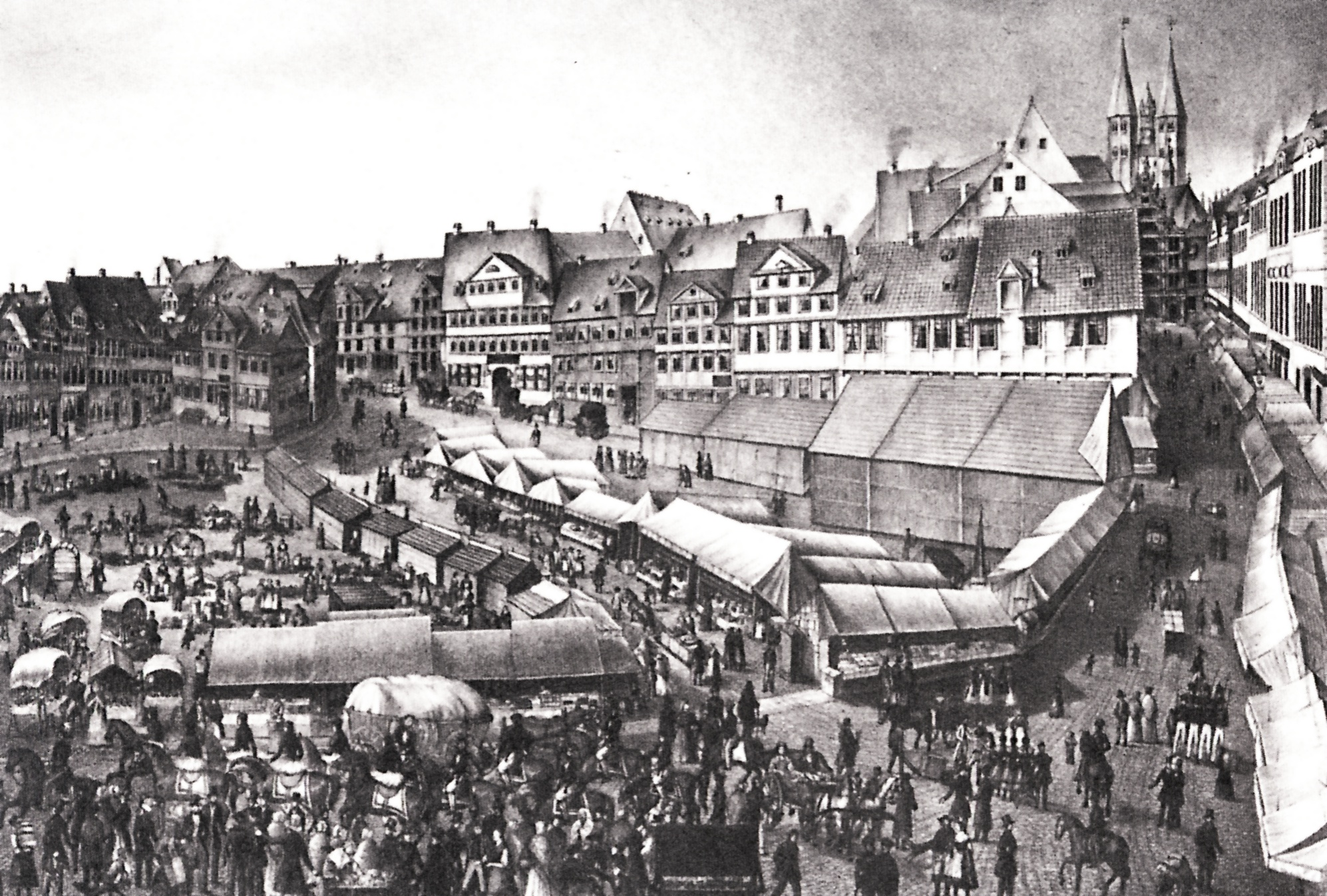
Messegelände auf dem Kohlmarkt, um 1840.

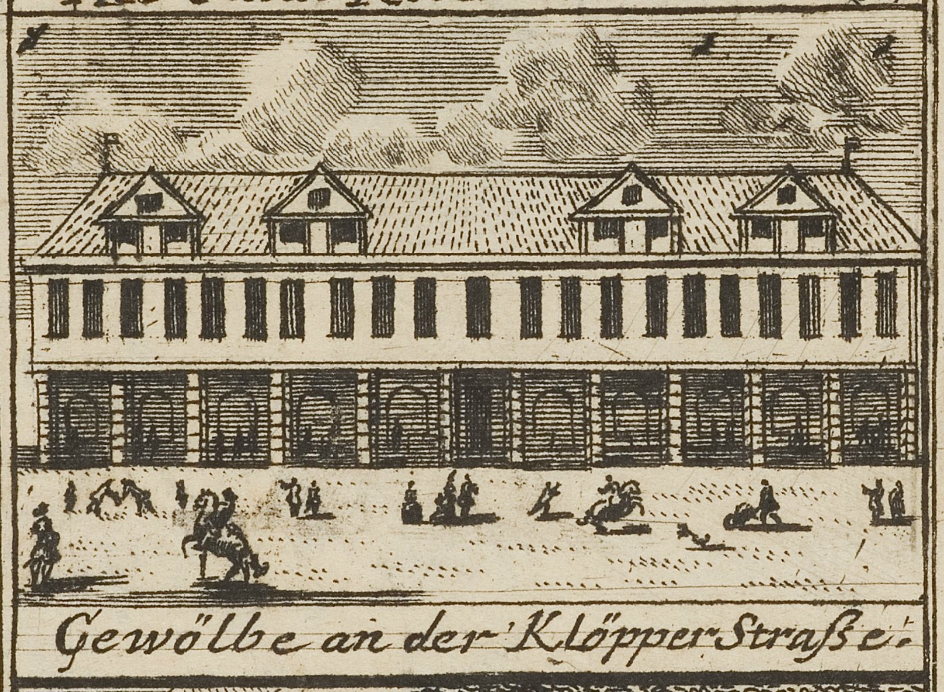
Die Messegewölbe an der Klöpperstraße (Heute Neue Straße)

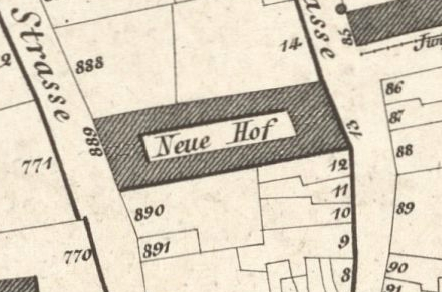
Der Neue Hof

Die seit 1498 belegten, zweimal jährlich stattfindenden Braunschweiger Messen in Braunschweig erlebten ihre Blütezeit während des 18. Jahrhunderts, als sie eine ähnliche Bedeutung wie die Warenmessen in Frankfurt und Leipzig entwickelten. Sie verloren während des 19. Jahrhunderts ihren wirtschaftlichen Stellenwert und wurden 1910 aufgehoben.

## Geschichte

### Vorläufer
Die Braunschweiger Messen gehen zurück auf das Jahr 1498, als der welfische Landesherr Herzog Heinrich der Ältere der Hansestadt Braunschweig das Privileg über zwei Jahrmärkte erteilte. König Maximilian I. gewährte im Jahre 1505 ebenfalls ein Privileg, das zwei Jahrmärkte für den Sommer zu Laurentii (10. August) und für den Winter zu Mariä Lichtmess (2. Februar) für die Dauer von jeweils zehn Tagen festlegte. Dieses Privileg bestätigte Kaiser Karl V. im Jahr 1521. Die beiden Messen besaßen in der zweiten Hälfte des 17. Jahrhunderts nur noch den Charakter gewöhnlicher Jahrmärkte.

### Neugründung 1681
Nach der Eroberung der nahezu unabhängigen Stadt Braunschweig im Jahre 1671 suchte Herzog Rudolf August die Wirtschaftskraft der ehemals wohlhabenden Hansestadt wiederzubeleben und richtete 1681 gegen den Widerstand der Messestädte Leipzig und Frankfurt zwei jährliche Warenmessen ein. Den fremden Kaufleuten wurden dabei folgende Vorteile gewährt: freies Geleit, dreißigjährige Zollfreiheit und Schaffung eines Kaufgerichtes für Messestreitigkeiten. Im Jahre 1685 wurden die Messen durch einen Roßmarkt erweitert. Die rechtliche Regelung der Messen erfolgte durch die 1686 erlassene Marktgerichts- und Wechselordnung. Zur Verbesserung der Infrastruktur wurde im Jahre 1705 die „Herzogliche Generalwegeverbesserungskommission“ gegründet, die 1744 den Verlauf der Heerstraßen kartieren ließ. Über das Warenangebot berichtete der Frankfurter Ratsherr Johann Friedrich Armand von Uffenbach (1687–1769), der die Sommermesse 1728 besuchte:
Übrigends fehlet es an allerley Galanterien, Silberladen, Spiegel und andrer Meublesboutiques, ja allerley verführerischen Gelegenheiten, das Geld loszuwerden, hier so wenig als in dem Frankfurter Römer.  Die Tischlergilde bot in ihren Verkaufsräumen im Autorshof die überregional bekannten Braunschweiger Schränke an, wobei es sich um furnierte und intarsierte Nußbaumschränke handelte.
Im Zeitraum von 1764 bis 1807 zogen die Messen durchschnittlich 2034 Fachbesucher zur Winter- und 2935 zur Sommermesse in die Stadt. Die Messen waren durch ein Unterhaltungsprogramm begleitet, auf das letztlich die Einrichtung des Opernhauses am Hagenmarkt im Jahre 1690 zurückgeht. Seit 1838 wurden Kaufleute, die ihre Waren hundertmal in Braunschweig angeboten hatten, mit der Ehrenbürgerwürde der Stadt geehrt. Durch die Zunahme des Eisenbahnverkehrs und die in Braunschweig nicht vollzogene Umstellung von Waren- zu Mustermessen verloren die Braunschweiger Messen während des 19. Jahrhunderts ihre Bedeutung und wurden im Jahre 1910 aufgehoben.

### Messegelände
Das Messegelände befand sich auf dem Altstadtmarkt und dem Kohlmarkt sowie auf verschiedenen benachbarten Straßen. Im Jahre 1680 wurde die neben dem am Altstadtrathaus gelegene Autorskapelle abgerissen, an deren Stelle der Autorshof für den Messebetrieb errichtet wurde. Um 1700 wurde der „Neue Hof“ (heute Handelsweg) für Messezwecke gebaut. Im Jahre 1706 folgte in der Klöpperstraße der Bau eines Laubenganges mit Messegewölben, der zwischen 1709 und 1714 durch Hermann Korb durch ein Gebäude ergänzt wurde, in welchem der Börsensaal und das Kaufgericht ihren Platz fanden. Ebenfalls durch Korb wurde zwischen 1710 und 1714 in der Gördelingerstraße ein Posthaus der Fürstlich Braunschweigischen Landespost für Messezwecke errichtet. Auf dem ehemaligen Martinifriedhof neben der Martinikirche fanden während der Messen Topfmärkte statt, auf denen Porzellan, Steingut und Geschirr verkauft wurden. Später wurden die Topfmärkte auf den Burgplatz und seit der Wintermesse 1889 auf den Aegidienmarkt verlegt.